# Exel (dorp)
Exel is een dorp in de Nederlandse gemeente Lochem. Het dorp bestaat uit vier straten, de Oude Lochemseweg, de Exelseweg, 't Veld en de Vossebosweg. Exel bestaat uit een kern met circa 55 woningen en 165 inwoners en een groot buitengebied met 220 inwoners. Het gebied, met een lengte van 6,5 en een breedte van 1,5 km, is ingeklemd tussen de landgoederen Verwolde en Ampsen en grenst aan de bossen van Ampsen.

## Geschiedenis
Eksel, in 1392 Eghesloe genoemd, was oorspronkelijk een buurtschap, bestaande uit een tiental boerderijen geschaard rond de Ekselse Enk. De marke Exel bestond van 1616 tot 1852. Exel was daarna een deel van de gemeente Laren, die in 1971 is opgegaan in de gemeente Lochem. De bewoners van huize Ampsen hebben een grote invloed op de marke Exel gehad. De eigenaar van het landgoed Ampsen was vaak markerichter van Exel. Zo waren leden van de familie Nagell, die eeuwenlang de eigenaren van Ampsen waren, richter van Exel.

## Verenigingen en voorzieningen
Het dorp kent sinds oktober 1986 de Belangenvereniging Exel en Omstreken (BEO). Naast deze vereniging is er nog de Toneelvereniging AEV, Klootschietvereniging De Mölle, Biljartvereniging Exel, de Vereniging Winterlezing, de Buurtvereniging kern Exel en de Stichting Exels Feest. In augustus van elk jaar verzorgt de laatstgenoemde stichting gedurende drie dagen het Exels Feest. Dit omvat een avond met stukjes door de buurten, allerlei spelen voor jong en oud, een puzzelrit per fiets, vogelschieten en vogelgooien en een beachvolleybaltoernooi.
Dorpshuis: Op 8 december 2015 opende het nieuwe dorpshuis van Exel, het is tot stand gekomen door een grote inzet van vrijwilligers.
Exel had een openbare basisschool; deze werd in augustus 2013 gesloten.

## Bekende inwoners
- De schrijver Jeroen Brouwers woonde hier van 1979 tot 1991 in huize Louwhoek, een boerderij.
- De cabaretier Ernest Beuving woont in Exel.

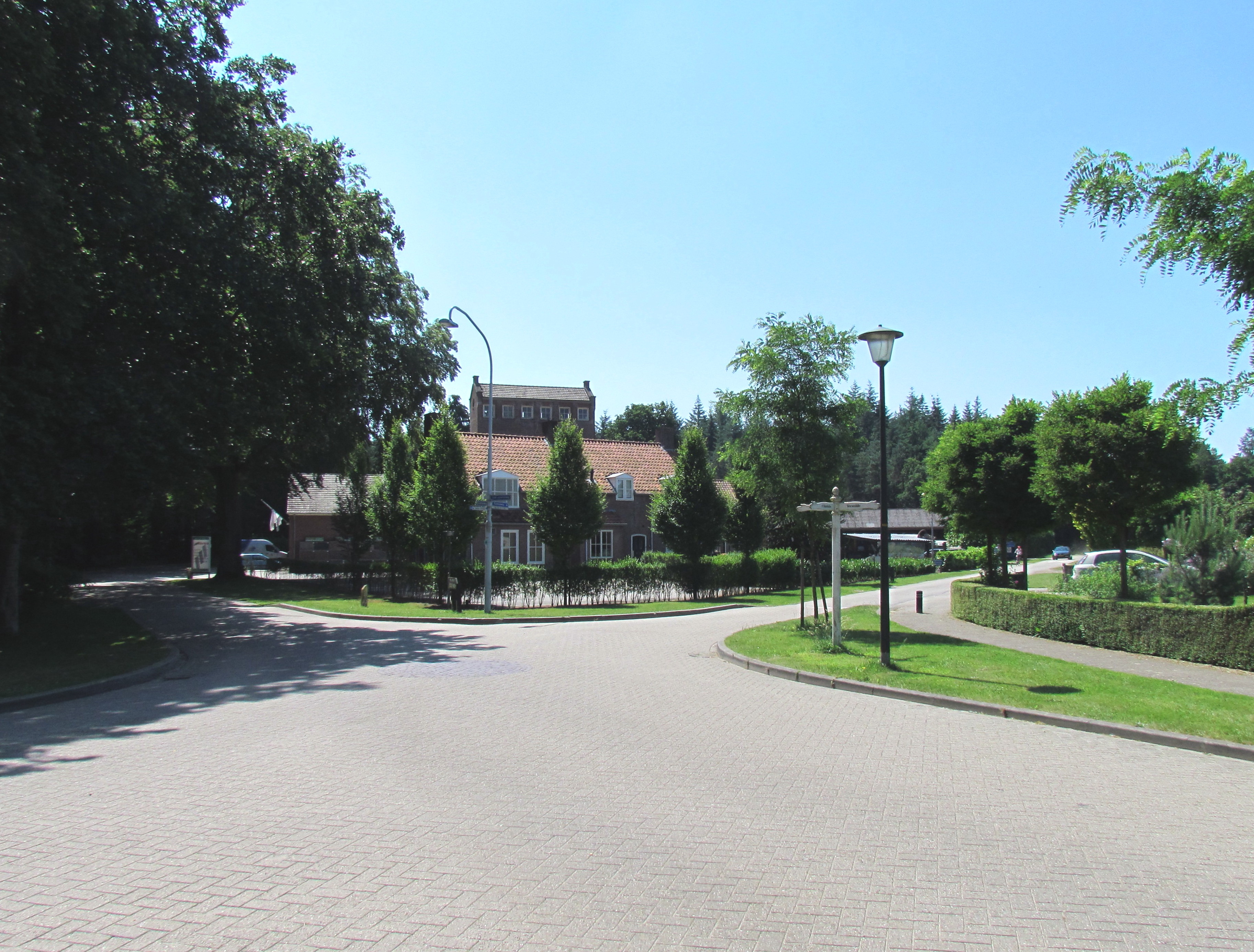
Kruispunt in Exel

Stad: Lochem     
Dorpen: Almen · Barchem · Eefde · Epse · Exel · Gorssel · Harfsen · Joppe · Laren

Buurtschappen: Ampsen · Armhoede · Groot Dochteren · Klein Dochteren · Kring van Dorth · Nettelhorst, Langen en Zwiep · Oolde · Quatre Bras · De Schoolt

Gelderland: Steden en dorpen in Gelderland      Nederland: Provincies · Gemeenten